# سیمکا آلورادو
سیمکا آلورادو (Simca Alvorada) خودرویی است که در سال‌های ۱۹۶۳ تا ۱۹۶۴تولید شده‌است.
این خودرو در کلاس خودرو سایز بزرگ قرار گرفته، طراحی آن خودروهای موتور جلو-محور عقب بوده طول آن در حالت طبیعی ۴٬۵۲۰ میلیمتر (۱۷۸٫۰ اینچ)، عرض آن در حالت طبیعی ۱٬۷۵۰ میلیمتر (۶۸٫۹ اینچ) و  ارتفاع آن در حالت طبیعی ۱٬۴۸۰ میلیمتر (۵۸٫۳ اینچ) و  وزن آن در حالت طبیعی ۱٬۱۵۰ کیلوگرم (۲٬۵۳۵ پوند)  است. سیستم جعبه‌دندهٔ آن ۳ دنده به صورت دستی است.